# Paljor Norbu
Pour les articles homonymes, voir Norbu.
Paljor Norbu (tibétain : དཔལ་འབྱོར་ནོར་བུ, Wylie : dpal 'byor nor bu, de son nom chinois : Panjue Ruobu, 班觉诺布 pinyin Bānjuénuòbù) est un imprimeur tibétain né en 1927. Selon l'ONG Human Rights Watch, il a été condamné à 7 ans de prison en novembre 2008 après son arrestation à Lhassa le 31 octobre et un procès à huis clos,.

## Biographie
Selon High Peaks Pure Earth, avant 1959, Paljor Norbu se rend dans des monastères dont le Tashilhunpo, siège du panchen-lama, et Narthang, afin de superviser l'impression des textes bouddhiques. Faisant jusqu'à 10 voyage de Lhassa à Narthang, il a supervisé l'impression d'un ensemble des 224 volumes du Narthang Tengyur (snar thang bstan ’gyur), une commande du 5e Jamyang Shepa (1916-1947), chef du monastère de Labrang et collectionneur de livres. 
Paljor Norbu appartient à une famille qui dans son histoire a été une longue lignée d'imprimeurs et d'éditeurs de textes bouddhistes ayant travaillé principalement pour des monastères au Tibet. Son imprimerie reproduisait des textes bouddhiques, des drapeaux de prières, ainsi que des livres et des tracts. L'entreprise fournissait du travail à plusieurs douzaines d’employés.
Son entreprise d’édition et d'imprimerie située dans le secteur du Barkhor à Lhassa a été fermée fin 2008 par le Bureau de sécurité publique qui a aussi saisi des livres et des blocs de bois utilisés pour l’impression traditionnelle tibétaine. La police a apposé une notice indiquant la fermeture officielle de l’entreprise, interdisant aux employés de venir y travailler.

## Arrestation, accusations et procès

Drapeau du Tibet, interdit depuis 1959 en république populaire de Chine.

Âgé de 81 ans, a été arrêté à son domicile par la Police armée du peuple le 31 octobre 2008.
On lui reprocherait d'avoir imprimé des "documents interdits" par le gouvernement, dont le drapeau du Tibet. Interdit depuis 1959 en république populaire de Chine, il est utilisé depuis par le Gouvernement tibétain en exil, les associations solidaires de la cause tibétaine et les Tibétains en exil. Il aurait été jugé pour incitation au séparatisme (article 3 du Code pénal chinois). Les attendus du verdict ne seraient pas disponibles. Le procès et le jugement ont été menés en secret en novembre et il a été condamné à 7 ans de prison.
Fin 2008, on ignorait où se trouvait Paljor Norbu. Pour lui fournir des vêtements et des couvertures, sa famille cherchait à savoir dans quelle prison il se trouvait, craignant pour sa santé car il commençait à faire très froid au Tibet,.
En avril 2009, Paljor Norbu, est sélectionné comme lauréat 2009 du prix international Jeri Laber pour la liberté de publier.
En 2014, Human Rights Watch, exhorte la communauté internationale à protester contre l'emprisonnement et la condamnation secrète de Paljor Norbu, et à demander sa libération immédiate et inconditionnelle.
Son devenir est inconnu à la date du 31 décembre 2015, alors qu'il aurait dû être libéré. Sa famille est inquiète en raison de son âge et de son lieu de résidence inconnu.